# Wilhelm Ohnesorge
Wilhelm Ohnesorge (ur. 8 czerwca 1872 w Gräfenhainichen, zm. 1 lutego 1962 w Monachium) – niemiecki polityk III Rzeszy będący w gabinecie Adolfa Hitlera. W latach 1937–1945 był Ministrem Poczty III Rzeszy.
Ohnesorge znacznie zagłębił się w badaniach dotyczących rozprzestrzeniania i promowania partii nazistowskiej przez radio, oraz rozwój proponowanej niemieckiej bomby atomowej.

## Życiorys
W wieku 18 lat (rok 1890) rozpoczął pracę na poczcie. Później studiował fizykę w Kilonii i Berlinie, zanim został szefem służby pocztowej w Cesarskiej Kwatery Głównej podczas I wojny światowej. Ohnesorge po raz pierwszy spotkał Hitlera około roku 1920, i zostali dobrymi przyjaciółmi. W niedługim czasie wstąpił do NSDAP, zakładając swój pierwszy oddział poza Bawarią, w Dortmundzie. Od roku 1929 był prezesem Reichspostzentralamt. Dzięki przejęciu władzy przez nazistów w 1933, Ohnesorge został mianowany sekretarzem stanu, a on de facto kierował Reichspost, szczególnie angażując się do propagowania partii nazistowskiej oraz ich cele poprzez pocztę. Od 1937 roku objął obowiązki ministra poczty, zastępując Paula von Eltz-Rübenacha. Ohnesorge nie został ukarany za działania z nazistami. Jego życie powojenne pozostaje nieudokumentowane. Ohnesorge zmarł w wieku 89 lat w dniu 1 lutego 1962 w Monachium.

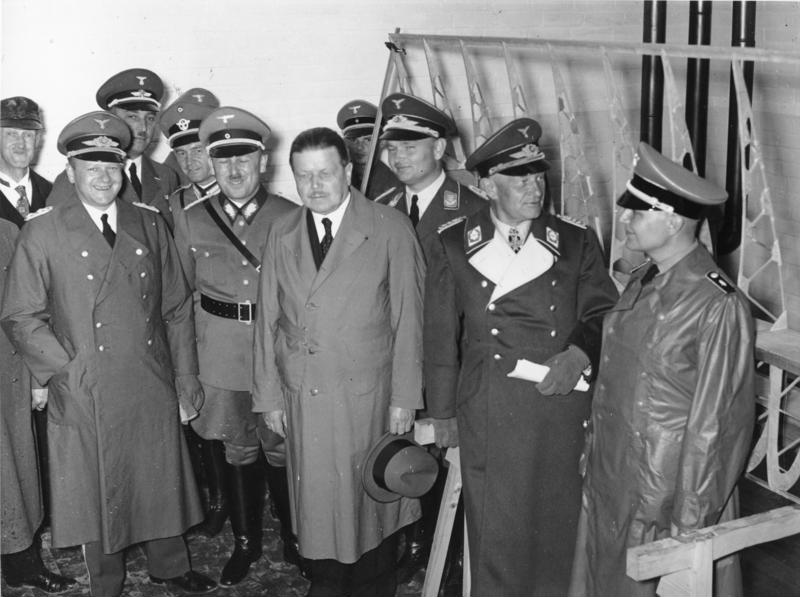
Wilhelm Ohnesorge – w środku (bez czapki), 1937